# Teriakovce
Teriakovce es un municipio del distrito de Prešov en la región de Prešov, Eslovaquia, con una población estimada a final del año 2024 de 1241 habitantes.
Se encuentra ubicado en el centro-sur de la región, en el valle del río Torysa (cuenca hidrográfica del río Tisza) y cerca de la frontera con la región de Košice.

## Demografía
| Año        | 1994 | 2004    | 2014     | 2024     |
| ---------- | ---- | ------- | -------- | -------- |
| Población  | 387  | 392     | 651      | 1241     |
| Diferencia |      | +1,29 % | +66,07 % | +90,62 % |

| Año        | 2023 | 2024    |
| ---------- | ---- | ------- |
| Población  | 1204 | 1241    |
| Diferencia |      | +3,07 % |